# José Luis Canto Sosa
José Luis Canto Sosa (Calkiní, Campeche, 29 de octubre de 1960) es un obispo católico mexicano nombrado por el papa Francisco como VI obispo de la diócesis de San Andrés Tuxtla en Veracruz, siendo ordenado obispo e instalado en la diócesis el 27 de octubre de 2021.